# 한국출판인회의
한국출판인회의는 출판의 자유를 신장시키고, 출판의 문화적 진흥과 산업적 발전을 위해 민족문화의 창달에 기여함을 목적으로 1998년 11월 2일 설립된 대한민국 문화체육관광부 소관의 사단법인이다. 사무실은 서울특별시 마포구 서교동 464-53에 있다.

## 주요 사업
- 출판문화의 위상 제고와 출판문화산업의 발전을 위한 사업
- 출판문화산업의 발전을 위한 정책개발 및 연구조사 사업
- 독서인구의 증대와 독서문화의 진흥을 위한 사업
- 출판인력 양성과 출판인의 역량강화를 위한 교육 사업
- 출판유통의 발전과 현대화를 위한 사업